# Jošio Kušida
Jošio Kušida (japonsko 串田嘉男), japonski astronom, * 19. september 1957.
Kušida se največ ukvarja z iskanjem asteroidov. Bil je soodkritelj periodičnega kometa 147P/Kušida-Muramacu.